# Sirop de raisin
Le sirop de raisin (latin : defrutum ; persan : شیره انگور, shire angur ; arabe : دبس العنب, dibs al-ʿinab ; turc : pekmez ; grec moderne : πετιμέζι, petimézi ; έψημα, épsima ; espagnol : arrope) est du moût de raisin réduit.
Dans l'antiquité romaine, et à nouveau aux XVIIe et XVIIIe siècles, ce sirop et du vin ont été préparés ou corrigés en les cuisant dans des récipients en plomb (le plomb et l'oxyde de plomb ayant un puissant effet édulcorant). Selon Castellino et ses collègues, ce sirop a « indubitablement » été la première cause de saturnisme chez les riches Romains.

## Variantes

### Defrutum
Le sirop de raisin était connu sous différents noms dans la cuisine romaine antique, selon la procédure d'ébullition. Il se préparait en faisant bouillir du jus de raisin ou du moût dans de grandes marmites jusqu'à ce qu'il soit réduit aux deux tiers du volume d'origine (dans le cas du carenum), à la moitié du volume d'origine (pour le defrutum) ou à un tiers (le sapa). Le nom grec de cette variante de sirop de raisin était siraion (σίραιον). Le defrutum était à la fois un condiment et un conservateur à base de moût de raisin réduit, très utilisé par les cuisiniers des familles riches de la Rome antique et dans quelques régions viticoles.
C'était avec le garum l'un des liants sucrants des sauces les plus utilisées pour la préparation de tout type de plat.

#### Préparation
Le defrutum était obtenu par concentration progressive du jus par évaporation (entretenue par l'ébullition).
Le mot est apparenté étymologiquement à ferveo "bouillir".
Selon les recettes, le defrutum était jugé prêt quand la quantité de liquide arrivait à la moitié du niveau initial du contenu et que la concentration de sucre avait atteint un niveau approprié.

Une seconde réduction permettait d'obtenir un defrutum visqueux (l'évaporation était poursuive jusqu'au tiers du niveau initial).
Le jus (moût) était concentré dans de grandes bassines de bronze (dont la surface interne était recouverte d'une couche de plomb), ou directement dans les récipients de plomb recommandés par Lucius Junius Columella, Publius Rutilius Taurus Aamilianus Palladius ou encore Pline l'ancien.
Le contenu était constamment mélangé durant son chauffage pour que le sirop ne brûle pas et n’accroche pas sur le fond ou les parois.
Il était ensuite conservé (durant des années parfois) dans des récipients en plomb, dont on sait maintenant que les sels formés au contact de l'acide tartrique sont hautement toxiques, bien assez pour causer le saturnisme même pour un usage modéré. Le toxicologue KB Hoffmann a suivi les instructions de Columella pour produire une boisson dénommée « Confusum » (vin enrichi de sirop de raisin). il a constaté que le taux de plomb de la boisson obtenue était compris entre 15 et 30 mg/L.

#### Utilisation
Ce sirop dit defrutum était l'ingrédient essentiel de nombreux types de sauces et desserts. Il a aussi été utilisé comme agent de conservation (la conservation du plomb lui donne certaines vertus antibiotiques) ; on y conservait par exemple, des olives, prunes, cerises, pommes, poires, pêches, coings, etc.
Mais sa principale utilisation était cependant d'édulcorer les vins auxquels il donnait un goût réputé plus voluptueux, tout en améliorant sa durée de conservation, mais en l’empoisonnant, ce qui a été longtemps ignoré.
L'autre était son ajout à la viande et au poisson auxquels il donnait un goût sucré. Sa forte teneur en sucre l'a fait utiliser dans la préparation des confitures et des conserves de coing et de melon. Il était aussi mélangé avec le garum donnant lieu à l’œnogarum (vin), sauce très populaire. Le defrutum a également servi d'adjuvant à la nourriture des animaux tels que cochons de lait et canards pour améliorer le goût de leur chair.

### Raisiné
Le raisiné bourguignon et d'autres régions françaises comme la Charente est une réduction de jus de raisin avec ou sans divers autres fruits tels que coings, poires et pommes. Le vin cuit suisse leur ressemble mais est fait de poires et de pommes plus souvent que de raisin. Le sirop de Liège est préparé avec des pommes, des poires ou les deux.

### Arrope
L’arrope est un sirop de raisin caramélisé, typique de l'Espagne.

#### Définition
L’arrope résulte de la concentration au cinquième du moût par chauffage. Par ébullition sur feu vif, le moût de raisin est chauffé jusqu'à obtenir un concentré caramélisé, noir et sirupeux. Le concentré final contient jusqu'à 70 % de sucre.

#### Étymologie et histoire
Le terme provient du catalan arrop, lui-même issu de l'arabe hispanique arrúbb "jus de fruits réduit". Le terme arrope se traduit de nos jours aussi comme sirop, marmelade ou confiture.
Dès l'Antiquité, les raisins non destinés à la vinification ou à la consommation de bouche étaient utilisés comme sucre de cuisine obtenu par dessiccation. En 1324, le recueil de cuisine catalan appelé Sent Sovi mentionne l’arrop comme venant de l’arabe al rub. En 1877, William Hardman le définit comme l'équivalent du « vin cuit » français ou du vino cotto italien.

#### Utilisation
En ajoutant à l’arrope des morceaux de fruits tels que le coing, le melon, la prune, la pêche, la figue de Barbarie, la figue, la pastèque ou la citrouille, on obtient à la fin du processus de concentration une sorte de marmelade ou de compote (selon le taux de sucre). Cette préparation est servie froide et souvent étalée sur une tartine de pain comme une marmelade.

#### Spécialités
Un dessert typique de la région valencienne est l’arrop i talladetes, fait du moût de raisin. Les fruits ajoutés sont généralement la courge, mais aussi la prune, la pêche ou des morceaux de partie blanche de la pastèque.
Une autre spécialité espagnole à base d’arrop vient de la gastronomie murcienne : l’arrope y calabazate. Dans ce cas, c'est un concentré fait à partir de figue à la place du moût de raisin. À l’arrope est ajoutée la calabazate, qui est un mélange de morceaux de coing, de melon et de patate douce.
En Catalogne, l’arrope est utilisé en association avec du vinaigre pour faire des sauces aigres-douces.
En Andalousie, il est réalisé à partir de moût de raisin Pedro Ximénez, ajouté dans certains xérès pour en adoucir le goût et le colorer.